# Fabrizio Turco
Fabrizio Turco (Torino, 11 gennaio 1968) è un giornalista e scrittore italiano.

## Biografia
Nato e cresciuto a Torino, si diploma al Liceo Scientifico Carlo Cattaneo, poi si laurea in Giurisprudenza con una tesi in Filosofia del Diritto incentrata sulla figura del filosofo e giurista americano Ronald Dworkin. 

Muove i primi passi nel mondo del giornalismo a fine anni Ottanta nel settimanale Tantecittà, che esce nella provincia di Torino; nel frattempo fa il volontario per la sezione piemontese del Comitato Difesa Consumatori, che sarebbe poi diventato Altroconsumo. 

Poi inizia a scrivere di sport per il Piemonte Sportivo. Nel 1992, prende il via una decennale collaborazione con il quotidiano La Stampa scrivendo di basket e di sport vari. Nel 1994 si iscrive all'albo dei giornalisti pubblicisti e l'anno successivo inizia a scrivere per Sprint e Sport di cui diventa poi il direttore. 

Nel 1996 diventa direttore di Televox e fonda la rivista Euroconsumatori, rivista ufficiale dell'Aecif, l'Agenzia Europea d'Informazione dei Consumatori. Nel 1997 viene ingaggiato dalla tv satellitare Euronews, con sede a Lione. Nel 1999 fonda il settimanale La Voce; poi, nell'ottobre del 2000, supera l'esame di Stato a Roma e diventa giornalista professionista. 

Nel 2001 entra nel mondo della grande editoria come corrispondente dal Piemonte della  Gazzetta dello Sport, una collaborazione che si concluderà nel 2018. Dal 2003 scrive ininterrottamente per La Repubblica. Dal 2007 al 2009 è direttore di Quartarete Tv, emittente leader della tv locale piemontese dove continuerà a lavorare fino al 2013 conducendo - oltre al notiziario T4 - anche il programma tv Toro Amore Mio. 

Nel frattempo, si dedica alla scrittura di libri: ne pubblica undici e i suoi lavori letterari in genere partono dall'argomento sportivo per andare ad approfondire la storia, d'Italia e di Torino. 

Dal 2017 collabora con la società Sport Business Academy di Milano insegnando al Master per Addetti Stampa e Manager sportivi . 

## Opere
2006 - “Filadelfia, fra mito e sogno”, edito da Elena Morea Editore 

2007 - “Ho perso le testa per te”, con Sabrina Gonzatto, edito da Argo Editore 

2012 - “La rivoluzione del ‘76”, edito da Limina 

2013 - "Venti leoni granata”, edito da Ultra 

2014 - “Il calcio dimenticato”, scritto con Vincenzo Savasta e pubblicato da Editori Internazionali Riuniti 
 
2016 – Con Savasta pubblica per l'editore eporediese Bradipolibri “Filadelfia - Storia di un territorio e del suo stadio”, ISBN 9788899146276 

2017 - “Andrea Belotti – Il Gallo”,  con prefazione di Sinisa Mihajlovic edito da Bradipolibri, ISBN 9788899146351 

2018 - “Io sono il Giaguaro”, ISBN 978-8899146573, con lo storico del calcio Flavio Pieranni 

2019 - "Storia della Società Ginnastica”, edito da Priuli e Verlucca e dedicato alla società sportiva più antica d'Italia 
 
2021 – “Con la maglia numero 7”, ISBN 9788896184783 

2022 - “Il Toro sono io”, ISBN 978-8899146931 

## Riconoscimenti
2012 - Premio “Tv d'Oro” assegnato al programma tv "Toro Amore Mio" dagli studenti della Cattolica iscritti alla Almed, Alta Scuola in Media Comunicazione e Spettacolo, nell'ambito della rivista Millecanali, Gruppo Sole 24 Ore 
 

2012 – Vincitore del premio giornalistico “Oscar dell'anno” assegnato dal periodico “Corriere Sportivo” 

2015 - Premio Nazionale di Letteratura del calcio, promosso dal Coni e dalla Federcalcio e intitolato ad Antonio Ghirelli per il libro "Il calcio dimenticato" 

2017 – Vincitore del premio Giornalista dell’anno assegnato dal Coni 

2018 - Vincitore del premio Giornalista dell’anno assegnato dall'Università di Torino per l'Anno Accademico 2018/2019 